# قانون فرنسي على علمانية ورموز دينية واضحة في المدارس
القانون الفرنسي على العلمانية والرموز الدينية البارزة في المدارس يحظر ارتداء الرموز الدينية واضحة في الجمهور الفرنسي (على سبيل المثال، الدوائر الحكومية) المدارس الابتدائية و الثانوية. يعد القانون تعديلا لمدونة التعليم الفرنسية التي توسع المبادئ التي تأسست في القانون الفرنسي الحالي، وخاصة الشرط الدستوري للعلمانية: الفصل بين الدولة والأنشطة الدينية.
وافق مشروع القانون على الهيئة التشريعية الوطنية في فرنسا ووقع عليه الرئيس جاك شيراك في 15 مارس 2004 (وبالتالي الاسم الفني هو القانون 2004-228 في 15 مارس 2004) ودخل حيز التنفيذ في 2 سبتمبر 2004. العنوان الكامل للقانون هو حرفيا «القانون رقم 2004-228 المؤرخ 15 مارس 2004، بشأن تطبيق مبدأ الفصل بين الكنيسة والدولة، على ارتداء الرموز أو الملابس التي تظهر الانتماء الديني في المدارس الابتدائية والثانوية العامة»).
لا يذكر القانون أي رمز ديني معين، وبالتالي يحظر المسيحي (الحجاب، علامات) والمسلم (الحجاب، علامات)، والسيخ (العمامة، علامات)، والعلامات اليهودية وغيرها. غير أن الكثيرين يرون أنه يستهدف على وجه التحديد ارتداء الحجاب (وهو خمار، يعتبره كثير من المسلمين مقالًا ملزمًا للإيمان كجزء من الحجاب[«التواضع»]) من قبل تلميذات مسلمات. ولهذا السبب، يشار إليه أحيانًا باسم حظر الحجاب الفرنسي في الصحافة الأجنبية. بالإضافة إلى ذلك، ينظر البعض إلى القانون على أنه يؤثر بشكل غير متناسب على المسلمين، بحجة أن المسيحيين نادراً ما يرتدون صليباً أكثر من الحجم، وقد نجح السيخ في الضغط حتى يتمكنوا من ارتداء عمامة بسيطة، في حين أن اليهود لديهم فرص أكبر لتسجيل الأطفال في المدارس الدينية اليهودية الخاصة بسبب تواجدهم الطويل في البلاد

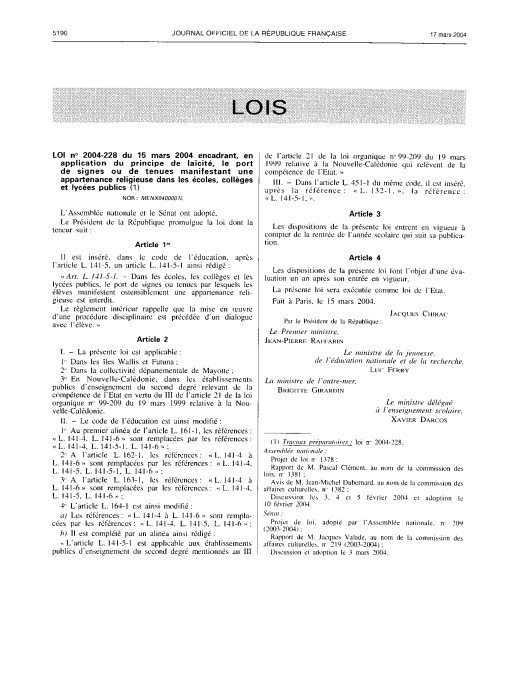
القانون المنشور في الجريدة الرسمية للجمهورية الفرنسية

## روابط خارجية

### الإنجليزية
- الجذور العميقة للعلمانية الفرنسية ، مقالة بقلم هنري أستير على موقع بي بي سي أونلاين، 1 سبتمبر 2004
- فرنسا: الحرية الدينية في أرض فولتير
- حرب الحجاب ( The Economist ، 7 فبراير 2004)
- نواب فرنسيون يرفضون حظر ارتداء الحجاب ( بي بي سي ، 10 فبراير 2004)
- ثمانية وجهات نظر مختلفة حول الحجاب من جميع أنحاء أوروبا ( بي بي سي ، 10 فبراير 2004)
- اللباس الديني الأخبار والموارد القانونية ، JURIST

### الفرنسية
- حول مشروع القانون من Assemblée Nationale

### الدعم

#### الإنجليزية
- تحليل من معهد بروكينغز

#### الفرنسية
- القانون والعملية التشريعية المرتبطة به
  - القانون 2004-228 المؤرخ 15 مارس 2004 ( الترجمة الإنجليزية )
  - تقرير برلماني عن القانون من باسكال كليمان
  - مجلس الشيوخ الفرنسي ، الملف التشريعي على القانون
  - الجمعية الوطنية الفرنسية ، الملف التشريعي على القانون